# Sistem sexagesimal
Sistemul sexagesimal este un sistem de numerație pozițional, având baza 60. A fost creat de vechii sumerieni în mileniul III î.Hr., a fost transmis la vechiul Babilon și este încă folosit — într-o formă modificată — pentru măsurarea timpului, unghiurilor și la coordonatele geografice.
60 este un număr extrem compus superior, având 12 divizori: 1, 2, 3, 4, 5, 6, 10, 12, 15, 20, 30 și 60, dintre care 2, 3 și 5 sunt numere prime. Cu așa de mulți divizori, multe fracții sexagesimale sunt simple. De exemplu o oră poate fi divizată în părți de 30 de minute, 20 de minute, 15 minute, 12 minute, 10 minute, 6 minute, 5 minute, 4 minute, 3 minute, 2 minute și 1 minut. 60 este cel mai mic număr divizibil cu toate numerele de la 1 la 6, adică este cel mai mic multiplu comun al lui 1, 2, 3, 4, 5 și 6.
 În acest articol toate cifrele sexagesimale sunt reprezentate ca numere zecimale, cu excepția cazului în care se menționează altfel. De exemplu 10 înseamnă numărul zece, iar 60 înseamnă numărul șaizeci.

## Origine

Cifre proto-cuneiforme (mileniul al IV-lea î.Hr.) și cifre cuneiforme din sistemul sexagesimal (60, 600, 3600 etc.)

Folosind degetul mare ca indicator spre fiecare dintre cele trei falange ale degetelor la rând pe fiecare deget este posibil să se numere pe degete⁠(d) până la 12 cu o singură mână. Un sistem tradițional de numărare încă utilizat în multe regiuni din Asia funcționează în acest fel și ar putea ajuta la explicarea apariției sistemelor numerice bazate pe 12 și 60 în afară de cele bazate pe 10, 20 și 5. În acest sistem, cealaltă mână a unei persoane ar număra de câte ori s-a ajuns la 12 de la prima lor mână. Cele cinci degete ar număra cinci seturi de 12, adică 60. Originile sexagesimale nu sunt la fel de simple. De-a lungul multor secole de utilizare, notațiile sexagesimale au conținut întotdeauna o componentă serioasă zecimală, cum ar fi modul în care sunt scrise cifrele sexagesimale. Sistemul sexagesimal babilonian s-a bazat pe șase grupuri de zece, nu pe cinci grupuri de 12.
Cel mai serios motiv pentru utilizarea riguroasă și consistentă a sistemului sexagesimal au fost avantajele sale matematice pentru scrierea și calcularea fracțiilor. În textele antice sistemul sexagesimal a fost utilizat uniform și constant în tabelele de date matematice. Alt motiv practic care a determinat folosirea sistemului sexagesimal a fost comerțul, unde negocierea și împărțirea unor cantități mai mari de bunuri era astfel mai simplă.

## Uz

### În matematica babiloniană

Cifre babiloniene

Sistemul sexagesimal folosit în Mesopotamia antică n-a fost unul cu baza pur 60, în sensul că nu a folosit 60 de simboluri diferite pentru cifrele sale. Cifrele cuneiforme foloseau 10 ca bază intermediară: o cifră sexagesimală era compusă dintr-un grup de semne înguste reprezentând până la 9 unități (, , , , ..., ) și un grup de semne mai mari, reprezentând până la cinci zeci (, , , , ). Valoarea unei cifre era suma valorilor părților sale componente.

### Alte utilizări istorice
În Calendarul chinezesc este folosit un ciclu sexagesimal asociat cu 5 elemente și 12 animale.
Tratatul de astronomie Almageste de Ptolemeu, scris în secolul al II-lea d.Hr. folosește baza 60 pentru fracții și tabelele de coarde (echivalentul tabelelor trigonometrice moderne).
În jurul anului 1235 Johannes de Sacrobosco a continuat această tradiție, deși Nothaft a crezut că Sacrobosco a fost primul care a făcut acest lucru. Versiunea pariziană a tabelelor alfonsine (c. 1320) a folosit ziua ca unitate de timp de bază, înregistrând multiplii și fracțiunile unei zile în notația cu baza 60.
Până în 1671 sistemul sexagesimal a continuat să fie frecvent utilizat de astronomii europeni pentru efectuarea calculelor. De exemplu, Jost Bürgi în Fundamentum Astronomiae (prezentat împăratului Rudolf al II-lea în 1592), colegul său Ursus în Fundamentum Astronomicum, și posibil și Henry Briggs, pentru a calcula sinusurile au folosit până spre sfârșitul secolului al 16-lea tablele înmulțirii bazate pe sistemul sexagesimal.

### În prezent
Utilizările moderne ale sistemului sexagesimal cuprind măsurarea unghiurilor, coordonatele geografice, navigația electronică și timpul.
O oră se împarte în 60 de minute, iar un minut se împarte în 60 de secunde. Astfel, o expresie ca 3:23:17 (3 ore, 23 minute și 17 secunde) poate fi interpretată ca un adevărat număr sexagesimal, semnificând 3 × 602 + 23 × 601 + 17 × 600 secunde. Totuși, fiecare dintre cele trei cifre sexagesimale din acest număr (3, 23 și 17) sunt scrise în sistemul zecimal.
Similar, unitatea practică pentru măsura unghiurilor este gradul sexagesimal, un cerc având 360° (6 × 60). Un grad are 60 de minute de arc, iar un minut are 60 de secunde de arc..

## Fracții și numere iraționale

### Fracții
În sistemul sexagesimal numitorul oricărei fracții este un număr regulat⁠(d) (având ca divizori doar numerele 2, 3 și 5), putând fi exprimate exact. În continuare sunt prezentate toate fracțiile de acest tip în care numitorul este mai mic sau egal cu 60:
1⁄2 = 0;30
1⁄3 = 0;20
1⁄4 = 0;15
1⁄5 = 0;12
1⁄6 = 0;10
1⁄8 = 0;7,30
1⁄9 = 0;6,40
1⁄10 = 0;6
1⁄12 = 0;5
1⁄15 = 0;4
1⁄16 = 0;3,45
1⁄18 = 0;3,20
1⁄20 = 0;3
1⁄24 = 0;2,30
1⁄25 = 0;2,24
1⁄27 = 0;2,13,20
1⁄30 = 0;2
1⁄32 = 0;1,52,30
1⁄36 = 0;1,40
1⁄40 = 0;1,30
1⁄45 = 0;1,20
1⁄48 = 0;1,15
1⁄50 = 0;1,12
1⁄54 = 0;1,6,40
1⁄60 = 0;1

### Numere iraționale

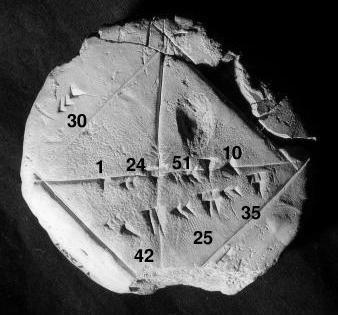
Tabletă babiloniană (YBC 7289) cu numărul sexagesimal 1;24,51,10, care aproximează pe √2

În orice sistem numeric pozițional (inclusiv cel zecimal și cel sexagesimal) reprezentările numerelor iraționale nici nu se termină și nici „zecimalele” lor nu se repetă.
√2, lungimea diagonalei pătratului unitate a fost aproximată de babilonienii antici (1900 î.Hr. – 1650 î.Hr.) ca
{\displaystyle 1;24,51,10=1+{\frac {24}{60}}+{\frac {51}{60^{2}}}+{\frac {10}{60^{3}}}={\frac {30547}{21600}}\approx 1,41421296\ldots }
Fiind un număr irațional, √2 ≈ 1,41421356... nu poate fi exprimat exact în sistemul sexagesimal, dar dezvoltarea sa începe cu seria 1;24,51,10,7,46,6,4,44... 
Valoarea lui π folosită de grecii antici și Ptolemeu era 3;8,30 = 3 + 8/60 + 30/602 = 377/120 ≈ 3,141666... Jamshīd al-Kāshī, un matematician persan din secolul al XV-lea, a calculat valoarea lui 2π cu 9 cifre sexagesimale (adică cu o precizie de 1/609); valoarea găsită de el pentru 2π fiind 6;16,59,28,1,34,51,46,14,50. Ca și √2, 2π este irațional, dezvoltarea sa cunoscută astăzi fiind 6;16,59,28,1,34,51,46,14,49,55,12,35...